# Karlovac (stacja kolejowa)
Karlovac – stacja kolejowa w miejscowości Karlovac, w żupanii karlowackiej, w Chorwacji. Położona jest w dzielnicy Banija. Został otwarty w 1863 roku i jest zarządzany przez HŽ Infrastruktura.

## Historia
Karlovac był po głównej stacji Zagrzeb jednym z pierwszych dworców kolejowych w Chorwacji. W połowie lat 40. XIX wieku planowano na chorwackich ziemiach podłączyć Karlovac koleją konną z Zagrzebiem i szlakami handlowymi żeglugi śródlądowej na Drawie i Dunaju. W 1863 roku pierwszą linię kolejową Zagrzeb-Karlovac otwarto, a w Karlovac powstał pierwszy drewniany dworzec. 1870 linia została rozbudowana na odcinku Zagrzeb-Koprivnica, a tym samym uzyskano połączenie z Budapesztem. 1873 linia z Karlovac do portu Rijeka została ukończona.
Obecny budynek dworca został zbudowany pomiędzy 1902 i 1903. Zbudowany został w prostym stylu historyzmu, składającym się z prawie 200-metrowego dwupiętrowego budynku z dwoma bocznymi. 1906 zostało otwarte połączenie do Sisak, a w 1914 poprzez Bubnjarci do Lublany.
Po I wojnie światowej, stacja stała się częścią sieci Jugoslovenske Železnice, a od 1991 roku stacja należy do sieci Hrvatske željeznice (HŽ).

## Linie kolejowe
- Zagrzeb – Rijeka
- Karlovac – Sisak
- Lublana – Karlovac